# Maximumthermometer

Maximumthermometer

Ein Maximumthermometer ist ein spezielles Thermometer zur Messung der höchsten Temperatur in einem bestimmten Zeitraum. Ein bekanntes Beispiel dafür ist das Fieberthermometer.
Das Funktionsprinzip eines Maximumthermometers besteht darin, dass sich ein Quecksilberfaden bei steigender Temperatur zwar ungehindert ausdehnen kann, bei sinkender Temperatur aber durch eine Engstelle an der Thermometerkugel fixiert wird und so abreißt. Zum Zurückstellen muss das Maximumthermometer kräftig geschüttelt werden, bis es wieder die aktuelle Temperatur anzeigt.